# Conus bartschi
Conus bartschi is een in zee levende slakkensoort uit het geslacht Conus. De slak behoort tot de familie Conidae. Conus bartschi werd in 1949 beschreven door G.D. Hanna & Stron. Net zoals alle soorten binnen het geslacht Conus zijn deze slakken roofzuchtig en giftig. Zij bezitten een harpoenachtige structuur waarmee ze hun prooi kunnen steken en verlammen.